# جيم أوبراين (لاعب كرة سلة)
جيم أوبراين (7 نوفمبر 1951 في الولايات المتحدة - ) (بالإنجليزية: Jim O'Brien)‏ هو لاعب كرة سلة أمريكي في مركز هجوم صغير الجسم. لعب مع بروكلين نتس.

## وصلات خارجية
- جيم أوبراين على موقع سبورتس رفرنس (الإنجليزية)
- جيم أوبراين على موقع كلية كرة السلة في سبورتس رفرنس.كوم (الإنجليزية)
- جيم أوبراين على موقع ريلجم (الإنجليزية)